# Milleretta
Milleretta is een monotypisch geslacht van uitgestorven, ongeveer zestig centimeter lange Parareptilia uit het Perm. Milleretta rubidgei, de enige soort, was een op een hagedis lijkend dier dat 250 miljoen jaar geleden in het hedendaagse Zuid-Afrika leefde. Het voedsel bestond vooral uit insecten en andere kleine dieren.

## Inwendige bouw
Bij Milleretta lag achteraan de schedel een kegelvormige ruimte; mogelijk was dit een van de eerste echte trommelvliezen. De schedel leek veel op die van een schildpad, in tegenstelling tot die van zijn vergelijkbare tijdgenoten.